# Pishtaco
Um pishtaco é um mito andino que faz referência a bandidos que degolam seres humanos para depois comer sua carne e vender sua gordura.